# Вознесение Девы Марии
Вознесе́ние Де́вы Мари́и, или Ассу́нта, Взя́тие Пресвято́й Де́вы Мари́и в небе́сную сла́ву (лат. Assumptio Beatæ Mariæ Virginis, от лат. assumere — брать, принимать, итал. Assunta — Вознесённая) — католический догмат о взятии Девы Марии с душой и телом на небеса после окончания Её земной жизни.
Официально изданный Катехизис католической церкви, утверждённый Конференцией католических епископов России, вместо термина «Вознесение Девы Марии» употребляет «Успение» и «Взятие Пресвятой Девы в небесную славу» .

## Описание
Догмат о Вознесении был официально провозглашен папой Пием XII 1 ноября 1950 года в апостольской конституции «Munificentissimus Deus» и поддержан Вторым Ватиканским собором в конституции Lumen Gentium. Догмат основывается на сказании, согласно которому умершая естественной смертью и похороненная в Гефсимании Мария чудесным образом телом и душой вознеслась на небо: после вскрытия Её гроба апостолами, ведомыми Фомой, останков не было обнаружено.
Согласно католической традиции, сразу за Вознесением последовало Коронование Богоматери Царицей Небесной.
Вознесение Девы Марии не является догматом для Православных Церквей, хотя византийская Церковь отмечала этот день, а дата была установлена, по-видимому, императором Маврикием, у которого папа Сергий I перенял этот праздник.

### Мнение отцов церкви
Относительно письменных святоотеческих свидетельств о кончине Божией Матери существует твёрдое убеждение, что до IV в. их не было. Св. Епифаний Кипрский пишет: «Пусть исследуют Писания, и не найдут сведений ни о смерти Марии, ни о том, умерла ли Она, ни о том, что не умерла, ни о том, погребена ли Она, ни о том, что не погребена». Скудные свидетельства о кончине Божией Матери начинают появляться у отдельных церковных писателей только после IV в. О событиях Успения и погребения Богородицы известно из нескольких апокрифов: «Сказании об Успении Богородицы» Псевдо-Иоанна Богослова (возникло в середине V века или позднее), «Об исходе Марии Девы» Псевдо-Мелитона Сардийского (не ранее IV века), сочинении Псевдо-Дионисия Ареопагита, «Сказании» Псевдо-Иосифа, «Слове Иоанна, архиепископа Солунского». Апокрифы эти все достаточно поздние (V—VI век) и отличаются друг от друга содержанием.
В VII—IX веках на Западе сосуществовали так называемые морталисты, настаивавшие на факте физической смерти Марии, и имморталисты. Появившееся в IX веке апокрифическое послание Псевдо-Иеронима говорило о вознесении души (но не тела) Марии на небо и посмертной нетленности её тела. Послание Псевдо-Августина также говорило о телесном вознесении (и души и тела). К умеренным морталистам принадлежали Фома Аквинский, Бонавентура и Иоанн Дунс Скот, отстаивавшие принцип гармонии природы и благодати, предопределённый для Девы Марии.

### Библейские тексты
В Канонических текстах Библии, признаваемых всеми основными направлениями христианства, о Вознесении Марии не упоминается.

## Праздник
Вознесение Богородицы отмечается как церковный праздник (в большинстве стран — 15 августа). 
Существует традиция в этот день приносить первые плоды нового урожая в дар церквям и капеллам, посвящённым Святой Деве Марии. Праздник сопровождается торжественными богослужениями, церковными процессиями и театральными действами. 
С этого дня в Германии начинается тридцатидневный период «Frauendreißiger».
- В галликанской литургии Вознесение отмечается 18 января.
- Копты празднуют его 22 августа и называют «Взятие Богородицы в Небесную славу».
- В средневековой Баварии Вознесение отмечалось 13 сентября, хотя некоторые диоцезы (в Бранденбурге, Майнце, Франкфурте и др.) отмечали его 23-го, ссылаясь на откровения святой Елизаветы из Шонау и святого Бертрана, согласно которым Мария была вознесена на небо на сороковой день после смерти.

Государства, где праздник Вознесения Девы Марии  — нерабочий день:
- Австрия
- Бельгия
- Бурунди
- Германия (в землях с преимущественно католическим населением: Бавария, Саар)
- Гвинея
- Греция
- Грузия
- Испания
- Италия
- Кипр
- Литва
- Люксембург
- Монако
- Польша
- Португалия
- Словения
- Франция
- Хорватия

## В искусстве
Сюжетом Вознесения Девы Марии был вдохновлён ряд художников: Андреа дель Кастаньо, Корреджо, ван Дейк, Гверчино, Беноццо Гоццоли, Лоренцо Лотто, Эль Греко, Бартоломе Эстебан Мурильо, Пьетро Перуджино, Пуссен, Рубенс, Тициан.

## В геральдике
- Герб Минска
- Герб Молодечно